# Mike McKay
Michael Scott („Mike”) McKay  (ur. 30 września 1964 w Melbourne) – australijski wioślarz, wielokrotny medalista olimpijski.
Dwa złote medale zdobył płynąc w czwórce bez sternika. W Barcelonie zwyciężyła osada w składzie James Tomkins, Andrew Cooper, Nick Green, McKay, cztery lata później Coopera zastąpił Drew Ginn. Na kolejnych dwóch olimpiadach płynął w ósemce i w Sydney sięgnął po srebro, a w Atenach wywalczył brąz. Zdobył cztery złote i jeden srebrny medal mistrzostw świata.